# فرودگاه فایرباو
فرودگاه فایرباو (به انگلیسی: Firebaugh Airport) یک فرودگاه همگانی است که یک باند فرود آسفالت دارد و طول باند آن ۹۴۵ متر است. این فرودگاه در کشور ایالات متحده آمریکا قرار دارد و در ارتفاع ۴۷٫۹ متری از سطح دریا واقع شده است.